# Manuel Marco y Rodrigo
Manuel Marco y Rodrigo, més conegut amb el sobrenom de Marco de Bello (Bello, Terol, 1810 - Caminreal, Terol, 1885), fou comandant general carlí de l'Aragó entre 1872 a 1874, durant la tercera guerra carlina.
Marco de Bello va ser el capitost carlí més destacat de l'Aragó, participant en tots tres aixecaments legitimismes del segle xix.

## Primer alçament el 1836
A primers del 1836 va alçar una partida amb la que realitzà nombroses accions i en les que rebé diverses ferides. Promocionat a tinent coronel, no va acceptar el Conveni de Bergara, però aconseguí retirar-se al seu poble.

## Període d'entreguerres
Tornà a alçar-se el 1855 amb la cavalleria de la guarnició de Saragossa, però hagué de cedir i exiliar-se a Portugal, ara ja amb el grau de coronel. El 1860 va participar en l'acció de Sant Carles de la Ràpita, després de la qual retornà una vegada més al seu poble, ara com a brigadier.
El 1868 participà en la Junta Carlina de Londres, on es procurà de reorganitzar el moviment carlí. Marco de Bello en sortí com a mariscal de camp del futur exèrcit legitimista. També va anar a la Junta Vevey, a Suïssa, on es conegué la defecció del general Cabrera.

## Actuació durant la Tercera guerra carlina
Marco s'alçà el 24 d'abril del 1872, però fou ferit i derrotat a Cantavella. Nomenat comandant general d'Aragó, el 1873 tornà a la lluita, establint novament l'administració civil i militar del carlisme aragonès a Cantavella.
Va prendre part en l'assalt de Terol del 1874 capitanejat per l'Infant Alfons Carles i la seva esposa.
Carles VII li encarregà que reprengués la guerra a l'Aragó, cosa que intentà en nombroses ocasions. Quan la guerra s'acabà, es retirà definitivament a la seva casa de Bello.